# 17920 Zarnecki
17920 Zarnecki è un asteroide della fascia principale. Scoperto nel 1999, presenta un'orbita caratterizzata da un semiasse maggiore pari a 2,3608313 UA e da un'eccentricità di 0,0927363, inclinata di 6,39804° rispetto all'eclittica.